# Lommetjärnen (Starrkärrs socken, Västergötland)
Lommetjärnen är en sjö i Ale kommun i Västergötland och ingår i Göta älvs huvudavrinningsområde. Sjöns area är 0,021 kvadratkilometer och den befinner sig 82 meter över havet. Lommetjärn ligger i skogsområdet Alefjäll.